# Umivanje nog
Umívanje nóg je obred, ki ga izvajajo nekatere krščanske skupnosti. V nekaterih krščanskih
denominacijah velja umivanje nog tudi za zakrament.
Sveto pismo poroča o tem, da je Jezus pred zadnjo večerjo apostolom umil noge
(glej Jn 13,1-11). S tem simboličnim dejanjemjim je hotel izraziti svojo skromnost in ponižnost.
Prvi kristjani so obred zadnje večerje zelo poudarjali in razvili v zakrament evharistije, obred umivanja nog pa so pravzaprav izvajali zelo redko.
Danes je obred umivanja nog znan v katolištvu in v pravoslavju, a se izvaja zelo redko - če že, potem na Veliki četrtek, tj. na dan, ki je posvečen spominu na zadnjo večerjo.
Nekatere protestantske skupnosti pripisujejo umivanju nog večji pomen in ga štejejo za enega od temeljnih zakramentov.